# Barbuñales
Barbuñales (aragónul Barbunyals) település Spanyolországban, Huesca tartományban. Barbuñales Laluenga, Pertusa, Angüés és Lascellas-Ponzano községekkel határos. Lakosainak száma 95 fő (2024).

## Népesség
A település lakosságának változását az alábbi diagram mutatja:
| Lakosok száma | 115  | 116  | 110  | 107  | 101  | 100  | 95   | 96   | 100  | 95   |
|               | 2001 | 2004 | 2006 | 2009 | 2011 | 2014 | 2016 | 2019 | 2021 | 2024 |